# Biserica Dichiu

Biserica Dichiu

Biserica Dihiu este o biserică ortodoxă din București, situată pe strada Icoanei nr.72, colț cu strada Comanita și în apropierea străzii Mihai Eminescu.

## Istoric
Prin tradiție, biserica Dichiu - Tirchilești a avut drept ctitori un monah, "dichiu" (administrator, iconom sau intendent al unei mănăstiri, înainte de secularizarea averilor mănăstirești din 1863) al Mitropoliei Țării Românești, și pe Tirchilă, ce au dat și numele cartierului. Aflat pe atunci cu mult în afara orașului, lăcașul a funcționat inițial ca schit de călugări. Datorează forma actuală modificărilor din 1880, când a fost prelungită și s-a ridicat o turlă de lemn peste pronaos. Se remarcă medalioanele exterioare, cu picturi înfățișând imagini de sfinți.
Biserica a fost ridicată între anii 1773-1775 sub hramul Adormirea Maicii Domnului și Sfântul Nicolae.
Este o biserică mică, referitor la construcție dar impunătoare din punct de vedere spiritual.